# Parabelzirkel des Frans van Schooten
Der Parabelzirkel des Frans van Schooten ist ein Mechanismus, der die Form einer Parabel erzeugt.
Im Jahr 1657 veröffentlichte Frans van Schooten in seinem Werk EXERCITATIONUM MATHEMATICARUM LIBRI QUINQUE in LIBER IV einen Parabelzirkel.
Im Wesentlichen besteht der Parabelzirkel aus vier Teilen:
1. einer feststehenden Hauptschiene, deren Vorderkante durch den Punkt {\displaystyle E} verläuft,
2. einer Raute mit den Gelenkpunkten {\displaystyle BHGF,} mit der Zirkelnadel im Brennpunkt {\displaystyle B},
3. einem gespaltenen Diagonalstab {\displaystyle |FK|} mit dem Schreibstift in {\displaystyle D,}
4. einer beweglichen Führungsschiene {\displaystyle |GI|}, orthogonal zur Hauptschiene angeordnet und mit der Raute im Gelenkpunkt {\displaystyle G} verbunden.

Die Führungsschiene {\displaystyle |GI|} ist auf der Hauptschiene verschiebbar gelagert. Zusammen bilden sie einen rechten Winkel. Ein sogenannter Gleitstein, im Punkt {\displaystyle D} der Führungsschiene {\displaystyle |GI|,} ermöglicht eine bewegliche Verbindung des gespaltenen Diagonalstabes {\displaystyle |FK|} mit der Führungsschiene {\displaystyle |GI|.}
Die Handhabung des Parabelzirkels sollen die beiden eingezeichneten Hände verdeutlichen. Nach dem Einstechen des Zirkels in den Brennpunkt {\displaystyle B} hält man mit einer Hand die Hauptschiene fest. Mit der anderen Hand wird mithilfe eines Griffes im Punkt {\displaystyle G} eine Dreh- und Schiebebewegung um {\displaystyle B} ausgeführt. Dadurch zwingt die Führungsschiene {\displaystyle |GI|,} zusammen mit dem Diagonalstab {\displaystyle |FK|,} den Schreibstift {\displaystyle D} in eine parabelförmige Bahn.
Eine mögliche Begründung, weshalb die mit dem Parabelzirkel des Frans van Schooten gezogenen Kurven exakte Parabeln sind, ist im nachfolgenden Abschnitt Geometrische Betrachtung beschrieben.

## Geometrische Betrachtung
Zur Verdeutlichung, weshalb die mit dem Parabelzirkel erzeugten Kurven exakte Parabeln sind, wird im Folgenden zuerst in einer Basiskonstruktion ein Parabelpunkt {\displaystyle D} nach Definition mit Leitlinie bestimmt und im Anschluss daran der Parabelzirkel prinzipiell eingearbeitet. In Parabel zeichnen wird dessen Bewegungsablauf erläutert. Die Bezeichnungen der Punkte sind der obigen originären Darstellung Parabelzirkel des Frans van Schooten entnommen.

### Parabelpunkt nach Definition mit Leitlinie

Bild 1: Parabelpunkt nach Definition mit Leitlinie

Mit den von Bild 1 eingesetzten Bezeichnungen der Punkte lautet eine maßgebende Aussage der Definition mit Leitlinie:
„Eine Parabel ist der geometrische Ort aller Punkte {\displaystyle D}, deren Abstand {\displaystyle d(D,B)} zu einem speziellen festen Punkt – dem Brennpunkt {\displaystyle B} – gleich dem Abstand {\displaystyle d(D,l)} zu einer speziellen Geraden – der Leitlinie {\displaystyle l} – ist.“
Nach dem Einzeichnen der Leitlinie {\displaystyle l} wird die Parabelachse gezeichnet; es ergibt den Schnittpunkt {\displaystyle E}. Nun setzt man den Brennpunkt {\displaystyle B} mit einem frei wählbaren Abstand zur Leitlinie {\displaystyle l} (je größer dieser Abstand ist, desto flacher wird die Krümmung der Parabel), z. B. unterhalb des Punktes {\displaystyle E} für eine nach unten offene Parabel. Mit der gezeichneten Leitlinie {\displaystyle l} und dem gewählten Brennpunkt {\displaystyle B} ist die Parabel bereits mathematisch bestimmt. Die Parabel (grün) kann z. B. mithilfe einer Dynamischen‐Geometrie‐Software (DGS) eingetragen werden.
Nun zieht man mit einer abgeschätzten Zirkelöffnung jeweils einen Kreisbogen um {\displaystyle B} und um den soeben auf der Leitlinie {\displaystyle l} entstandenen Schnittpunkt {\displaystyle G}; die Schnittpunkte sind {\displaystyle R} und {\displaystyle S.} Eine anschließende Gerade durch {\displaystyle R} und {\displaystyle S} ist auch die Mittelsenkrechte {\displaystyle M_{S}} des Abstandes {\displaystyle |BG|.} Die nun folgende Senkrechte zur Leitlinie {\displaystyle l} ab dem Punkt {\displaystyle G} schneidet die Mittelsenkrechte {\displaystyle M_{S}} im gesuchten Punkt {\displaystyle D} und bringt das gleichschenklige Dreieck {\displaystyle GBD.}
Das gleichschenklige Dreieck {\displaystyle GBD} mit
{\displaystyle |DB|=|DG|}
ist eine halbe Raute, in der die Mittelsenkrechte {\displaystyle M_{S}} eine Tangente der Parabel ist. Die Tangente berührt die Parabel im Punkt {\displaystyle D.} Somit ist der konstruierte Punkt {\displaystyle D} ein Parabelpunkt.

### Konstruktion des Parabelzirkel
- Damit der Parabelzirkel eine komplette Parabellinie zeichnen kann, ist es erforderlich, den Parabelpunkt {\displaystyle D} (Zeichenstift) innerhalb der Raute zu legen. Anzumerken ist, dass in der obigen originären Darstellung Parabelzirkel des Frans van Schooten {\displaystyle D} außerhalb der Raute liegt. Mit dieser Position von {\displaystyle D} kann nur eine gekürzte Parabellinie gezogen werden; z. B. gegen den Uhrzeigersinn, bis der Zeichenstift {\displaystyle D} am Gelenkpunkt {\displaystyle H} der Raute anliegt.[4]

Die nebenstehende Prinzipskizze (Bild 2) ist eine Weiterführung der Basiskonstruktion Parabelpunkt nach Definition mit Leitlinie {\displaystyle l} (Bild 1). Für eine bessere Übersichtlichkeit wurde die Parabel (rot in Bild 3) ausgeblendet. Die hierfür erforderlichen Punkte {\displaystyle B,G} und {\displaystyle D} sowie die Leitlinie {\displaystyle l} und die Mittelsenkrechte {\displaystyle M_{S}} sind bereits bestimmt, es bedarf deshalb nur noch einer einfachen Einarbeitung der obig beschriebenen wesentlichen Teile des Parabelzirkels.
Zuerst werden die zwei Seitenlängen {\displaystyle {\overline {FG}}} und {\displaystyle {\overline {GH}}} der Raute, mit abgeschätzter Zirkelöffnung, größer als der Abstand {\displaystyle |GD|}, auf der Mittelsenkrechten {\displaystyle M_{S}} festgelegt. Die Verbindung der Gelenkpunkte {\displaystyle B} mit {\displaystyle F} sowie {\displaystyle B} mit {\displaystyle H} schließt sich an und vollendet die Raute {\displaystyle BHGF} mit dem gleichschenkligen Dreieck {\displaystyle BGF} (hellblau). Es folgt das Einzeichnen des Diagonalstabes {\displaystyle |FK|} ab dem Gelenkpunkt {\displaystyle F} über {\displaystyle H} hinaus. Abschließend wird die Führungsschiene {\displaystyle |GI|,} eine auf der Leitlinie {\displaystyle l} im Punkt {\displaystyle G} errichtete Senkrechte (Orthogonale), eingezeichnet. Sie schneidet den Diagonalstab {\displaystyle |FK|}, wie vorgegeben, ebenfalls im Parabelpunkt {\displaystyle D} des gleichschenkligen Dreiecks {\displaystyle GBD} (rosa).

### Parabel zeichnen
Wird der Parabelzirkel wie oben beschrieben von Hand bewegt (Bild 3), läuft der Gelenkpunkt {\displaystyle G} entlang der Leitlinie {\displaystyle l} und der Schreibstift ({\displaystyle D}) im Spalt des Diagonalstabes {\displaystyle |FK|.} Die Führungsschiene {\displaystyle |GI|} zwingt den Diagonalstab {\displaystyle |FK|} als konstante Mittelsenkrechte {\displaystyle M_{S}} der sich kontinuierlich verändernden gleichschenkligen Dreiecke {\displaystyle GBF} und {\displaystyle GBD} zu wirken. Daraus folgt: In jeder gedrehten Stellung des Parabelzirkels gilt
{\displaystyle |DB|=|DG|.}
Damit wird aufgezeigt: Die mit dem Parabelzirkel gezogenen Kurven sind exakte Parabeln.

## Anwendungen

Bild 4: Parabelzirkel, animierte Konzeptzeichnung, Nachempfindung des Nachbaus aus dem Mathematik-Labor der WWU Münster

- In der Station des Projektes Mathematik-Labor der WWU Münster[5] wird ein stabiler und praktikabler Nachbau des Parabelzirkel von Frans van Schooten mit kleinen Abänderungen gezeigt. Mithilfe dieses realen Modells können Schülerinnen und Schüler u. a. experimentell die Bauteile, Funktionsweise, aber auch den mathematischen Hintergrund des Parabelzirkels erkunden.[6]

Die nebenstehende Konzeptzeichnung (Bild 4) ist eine Nachempfindung dieses Nachbaus. Die Bezeichnungen der relevanten Punkte entsprechen denen im Bild 1.
Aufbau des Nachbaus, Grundprinzip von Frans van Schooten:
1. Grundplatte (hellgrau)
2. Kreuzschlitten (grün)
3. Schlittenführung (hellblau) mit Befestigung (anthrazit) und Anschlägen (schwarz)
4. Führungsschiene (giftgrün) mit Gleitstein (schwarz)
5. Raute (anthrazit)
6. Diagonalstab (honigfarben)
7. Anschlagschiene (ocker) mit Leitlinie {\displaystyle l} (blau) für das Zeichenblatt (weiß)
8. Führung der Brennpunktschiene (hellblau)
9. Brennpunktschiene (grau), verstellbare Schiene zum Einstellen des Brennpunktes {\displaystyle B.}

- Christian van Randenborgh veröffentlichte 2015 in seinem Werk Instrumente der Wissensvermittlung im Mathematikunterricht[7] einen Holznachbau aus dem Jahr 2010. Er erläutert darin den Parabelzirkel u. a. anhand der folgenden sechs, wie er sagt, „Ideen“:[8]

„Die Einsatzidee des Parabelzirkels ist das Zeichnen von Parabeln (Punkt P = Stift).
An dem Holznachbau wird ersichtlich, dass die wesentliche mechanische Idee des   Parabelzirkels die Gelenkraute (FRLQ) ist.
Beim Parabelzirkel kann man die mathematische Idee in der Bau- und in der Funktionsweise wiederfinden.
Die didaktische Idee wird später noch ausführlicher erörtert werden.33
Bei einem entsprechenden Einsatz im Unterricht entsteht bei den Schülern eine Nutzungsidee, wie man mit dem Parabelzirkel zeichnen und wofür man ihn benutzen kann.
All dieses spricht dafür, dass der Parabelzirkel auch ein bestimmtes Interesse an Mathematik und einen bestimmten Blick auf die Geometrie verkörpert, kurz: eine kulturell-historische Idee in sich trägt.“